# Бел камен (дем Лерин)
 Тази статия е за селото Бел камен в Гърция.  За едноименното село в България вижте Бел камен.  За другите села на име Дросопиги в Гърция вижте Дросопиги.
Бел камен (изписване до 1945 година: Бѣлъ Каменъ; на гръцки: Δροσοπηγή, Дросопиг̀и, до 1928 година Μπελκαμένη, Белкамени) е село в Гърция, в дем Лерин (Флорина), област Западна Македония като към началото на XXI век мнозинството от жителите са арванити.

## География
Селото е разположено на 13 километра южно от демовия център Лерин (Флорина) в Нередската планина на левия бряг на Белкаменската река в подножието на върха Вич (Вици) над селата Долно и Горно Котори.

## История

### В Османската империя
Бел камен е българско село, което е напуснато от жителите си в размирните времена в края на XVIII век.
Селото е възстановено в 1844 година от албанци християни, преселници от село Пликати, Коницко, и малко влашки семейства от Епир. През октомври 1842 година братята Георгиу и майката на синовете на Стерльос от Пликати получават тапия за покупка на половината терен, наречен Бел камен, от собственика му Осман Исмаил паша от Лерин за 5000 гроша. Купувачите плащат допълнително 150 гроша на леринския управител Елма бей и се задължават да плащат десятък на „законните господари на земята“. Другата половина от терена е закупена от Костас Комацулис и Михаил Коте, но документът не е запазен и цената е неизвестна. Четиримата купувачи действат от името на много семейства от Пликати и от други селища в Колонията, които притеснени от золумите и тиранията на местните мюсюлмани решават да се изселят.
Селото е изградено с правилен план и дори е направена канализация, която оцелява. Къщите са големи каменни дву или триетажни сгради, покрити с каменни плочи, с вътрешни дворове, а улиците са широки и павирани. В 1853 година на големия централен площад е построена църквата „Света Троица“. В 1864 – 1868 година е построено училището. Местните жители пренасят традиционните занаяти от Епир и са предимно строители и каменоделци и резбари и работят обикновено на гурбет, в Негуш, Бер, Кожани, Сервия, като стигат до Румъния и дори до Русия. Тайфата на Йоанис Стилианидис (Стилианос, Стилос) изгражда манастира Симонопетра на Света гора. Пак той от 1881 до 1900 година строи голямата главна църква на руския светогорски скит „Свети Андрей“. Училища, банки, църкви, мостове, къщи в Леринско са построени от белкаменчани. Красивите каменни сгради в Невеска например са тяхно дело. Селото дава и много зографи – Стерьос и Томас Зографос, Атанасиос и Харисиос Харисис, Константинос Дзядзиос, Анастасиос Стилиадис и Стилианос Стилиадис (1850 – 1910), известен и като Силианос Зограф.
В „Етнография на вилаетите Адрианопол, Монастир и Салоника“, издадена в Константинопол в 1878 година и отразяваща статистиката на населението от 1873 година, Бел камен (Bel kamen) е показано два пъти – веднъж като село в Леринска каза с 80 домакинства и 260 жители българи и втори път като село в Костурска каза със 100 домакинства и 310 жители албанци.
В 1889 година Стефан Веркович („Топографическо-этнографическій очеркъ Македоніи“) пише за Бел камен:
| „ | Източно от Невеска и североизточно от Клисура на пет часа и половина разстояние се намира новооснованото село Бел камен. В него има 12 – 14 куцовлашки къщи. Жителите са скотовъдци и чергари; има обилие от вода; населението се увеличава ежедневно. В селото има една малка църква и свещеник. | “ |

Според статистиката на Васил Кънчов („Македония. Етнография и статистика“) в 1900 година Бел камен има 560 жители арнаути и 100 жители власи.
На Етнографската карта на Битолския вилает на Картографския институт в София от 1901 година Бел камен е село в Леринската каза на Битолския санджак със 120 албански и 10 влашки къщи.
По данни на секретаря на Българската екзархия Димитър Мишев („La Macédoine et sa Population Chrétienne“) в 1905 година в селото има 100 власи и 560 албанци и работи влашко училище с двама учители и 26 ученици.
Според гръцки данни в селото има 150 семейства „албанофони“ и 55 „влахофони“ с гръцко съзнание. Цялото население е вярно на Цариградската патриаршия и градчето е крепост на гръцките андарти, воюващи срещу българските чети на ВМОРО.

### В Гърция
През Балканската война през 1912 година в селото влизат гръцки части. В началото на юли 1913 година по време на Междусъюзническата война гръцки части разбиват Сборната партизанска рота на Македоно-одринското опълчение, а командирът ѝ Васил Чекаларов загива. Селото остава в Гърция след войната. Боривое Милоевич пише в 1921 година („Южна Македония“), че Белкамен има 50 къщи арнаути християни и 150 къщи власи християни.
В 1926 година със средства на Горското управление е построена нова двуетажна училищна сграда с четири класни стаи. В 1928 година Бел камен е прекръстено на Дросопиги, прохладен извор. Построен е и голям каменен мост, четири метра широк, покрит с калдъръм.
На 3 април 1944 година германска военна част, дошла от Горно Котори, попада на засада под Бел камен (на мястото на днешното село), поставена от отряд на гръцката съпротива. Германците дават 5 души пленени, а гърците – един убит. Пленените германци са отведени в Бел камен и екзекутирани. От страх от германско отмъщение, още същия ден белкаменчани решават да напуснат селото и в него остават само старците. На разсъмване на 4 април германски части обкръжават селото, разграбват го и го опожаряват. Изгарят и училището и църквата, от която оцелява само камбанарията.
Селяните се завръщат в селото и започват да го възстановяват, но през април 1947 година, по време на Гръцката гражданска война селяните отново са принудени да го напуснат и се заселват в Горно Неволяни, а в 1950 година се местят в Долно Котори. В преброяването от 1951 година Бел камен е без жители. По-късно в 1952 гръцките власти година изграждат 125 къщи, недалече от старото място на селото и заселват във възстановеното село част от върналите се белкаменчани.
Според изследване от 1993 година селото е арванитско и в него арванитският език е запазен на средно ниво, а влашкият на ниско.
| Име               | Име          | Ново име      | Ново име       | Описание                                                                |
| ----------------- | ------------ | ------------- | -------------- | ----------------------------------------------------------------------- |
| Кайнаци           | Καϊνάκια     | Каталисмата   | Καταλύματα     | гора във Вич на Ю от Бел камен и на СИ от Прекопана и на СЗ от Сребрено |
| Сара              | Σάρα         | Петрорема     | Πετρόρεμα      | името на Белкаменската река в горното ѝ течение                         |
| Богаз             | Μπογιάζι     | Анемодарто    | Άνεμόδαρτο     | река във Вич, десен приток на Белкаменската река                        |
| Голина            | Γκολίνα      | Фалакрон      | Φαλακρόν       | връх във Вич на Ю от Бел камен (1607,1 m)                               |
| Лазойте           | Λαζόϊτε      | Лазу          | Λάζου          | връх във Вич на Ю от Бел камен (1506 m)                                 |
| Голища            | Γκολίστα     | Елаторема     | Έλατόρεμα      | река                                                                    |
| Белкаменска река  | Μπελκαμένσκα | Дросопигитико | Δροσοπηγιώτικο | реката на Бел камен                                                     |
| Палиофрити        | Παλιοφρίτη   | Палиофриди    | Παλιοφρύδι     | връх във Вич на З от Бел камен (1288 m)                                 |
| Калето или Колето | Κολέτο       | Лофос Никола  | Λόφος Νικόλα   | връх във Вич на С от Бел камен (1190,3 m)                               |

### Забележителности
Около Бел камен има запазени два красиви каменни моста на Белкаменската река, Белкаменският от 1852 година и Елашкият. Запазена е също каменната Стилова воденица.
Преброявания
- 1913 – 1364 жители
- 1920 – 770 жители
- 1928 – 752 жители
- 1940 – 765 жители
- 1951 – 0 жители
- 1961 – 581 жители
- 1971 – 421 жители
- 1981 – 364 жители
- 1991 – 327 жители
- 2001 – 355 жители
- 2011 – 239 жители

## Личности
Родени в Бел камен
- Апостолос Стилиадис (Απόστολος Στυλιάδης), гръцки андартски деец от трети клас, починал през 1907 година[20]
- Аргирис Екзарху (1889 – 1944), гръцки юрист
- Атанасиос Папаниколаос (Αναστάσιος Παπανικόλαος), гръцки андартски деец от втори/трети клас, местен учител[20]
- Атанасиос Слатинас (Αθανάσιος Σλατίνας), гръцки андартски деец, четник[21]
- Атанасиос Папастилиадис (1875 – 1941, Αθανάσιος Στυλιάδης ή Παπαστυλιάδης), гръцки строител и андартски деец от първи клас[20]
- Вангелис Тамуцелис (р. 1935), гръцки художник
- Георгиос Папус (Γεώργιος Παππούς), гръцки андартски деец от трети клас[20]
- Димитриос Екзархос (Δημήτριος Έξαρχος), гръцки андартски деец от трети клас, член на местния комитет, отговорник по прехраната на гръцктите четници[22]
- Дионисиос Екзарху (Διονύσιος Εξάρχου), гръцки андартски деец от трети клас, син на Христос Екзархос[22]
- Милтиадис Ферфелис (Μιλτιάδης Φερφελής), гръцки андартски деец от трети клас[20]
- Михаил Папанусис (Μιχαήλ Παπανούσης), гръцки андартски деец от втори клас[20]
- Михаил Церкезис (Μιχαήλ Τσερκέζης), гръцки андартски деец от трети клас, четник при Каравитис, участва в различни боеве през Балканските войни[20]
- Михал Белкамени (? – 1948), албански революционер и журналист
- Николаос Манос, гръцки андартски капитан
- Николаос Стилиадис (Νικόλαος Στυλιάδης), гръцки андартски деец от първи клас и свещеник, хвърлен в затвора от турските власти[20]
- Спиро Белкамени (1885 – 1912), албански революционер
- Теодорос Теодорис (Θεόδωρος Θεοδωρίδης), гръцки андартски деец от трети клас[22]
- Христос Гяцис (Χρήστος Γκιάτσης), гръцки андартски деец от трети клас, убит в Елхово[22]
- Христос Екзарху, гръцки андартски деец от първи клас, връзка между местния комитет и гръцките консулства, превежда четите на Папулас, Кондулис, Колокотронис и Мелас[22]
- Христос Цолакопулос, гръцки андартски деец

Починали в Бел камен
- Васил Чекаларов (1872 – 1913), български революционер
- Дельо Лесковски, български хайдутин
- Ламбринос Вранас (? – 1905), гръцки андартски капитан

## Галерия
- Изглед към Бел камен
- Кафене в Бел камен
- Чешма в Бел камен
- Камбанарията на църквата в Бел камен